# Kotwica admiralicji

Budowa kotwicy admiralicji: 1. Trzon 2. Pazur 3. Łapa 4. Ramię 5. Pięta (trent) 6. Poprzeczka (sztok) 7. Ucho

Kotwica admiralicji (ang. admiralty anchor) – najstarsza konstrukcja kotwicy wywodząca się jeszcze ze starożytności. Od 1850 na mocy decyzji admiralicji brytyjskiej była obowiązkowym wyposażeniem okrętów brytyjskiej Królewskiej Marynarki Wojennej.
Kotwica admiralicji składa się z trzonu zakończonego dwoma ramionami, na końcu których wyprofilowane są łapy, oraz poprzeczki. Miejsce łączenia trzonu z łapami nosi nazwę trentu. Łapy mają za zadanie wbijać się w dno, płużyć i w ten sposób hamować ruch jednostki pływającej. Belka poprzeczna jest dłuższa niż rozstaw ramion, przez co układa kotwicę na dnie pod takim kątem, że zawsze jedno z ramion w czasie wleczenia kotwicy zagłębia się w dno. Belki poprzeczne wykonywano z obrobionego kawałka skały, żelaza lub innego ciężkiego i wytrzymałego materiału. Belkę wykonaną z żelaza można, po wyjęciu przetyczki, złożyć równolegle do trzonu, przez co kotwica zajmuje mniej miejsca i można ją położyć płasko na pokładzie.
Kotwica admiralicji zapewnia dużą skuteczność kotwiczenia, jednakże z powodu swojego ciężaru oraz rozmiarów jest niewygodna w użyciu. Ponadto rzucona kotwica znacznie wystaje z dna, przez co istnieje duże prawdopodobieństwo zaplątania w nią lin bądź łańcuchów. Aby rozwiązać ten problem powstały liczne modyfikacje konstrukcji, jak na przykład model Herreshofa oraz Nicholsona, w których klasyczne łezkowate łapy zostały zastąpione przez bardziej zaokrąglone ułatwiające zsunięcie zaplątanych lin.
Modyfikacją kotwicy admiralicji jest kotwica Trotmana, która wyposażona jest w łapy umocowane na zawiasie do trzonu oraz składaną poprzeczkę. Po jej rzuceniu jedno z ramion zakopuje się w dnie, podczas gdy drugie oparte jest o trzon. Taki układ zmniejsza prawdopodobieństwo zaplątania się w elementy kotwicy wystające z dna.

## Galeria

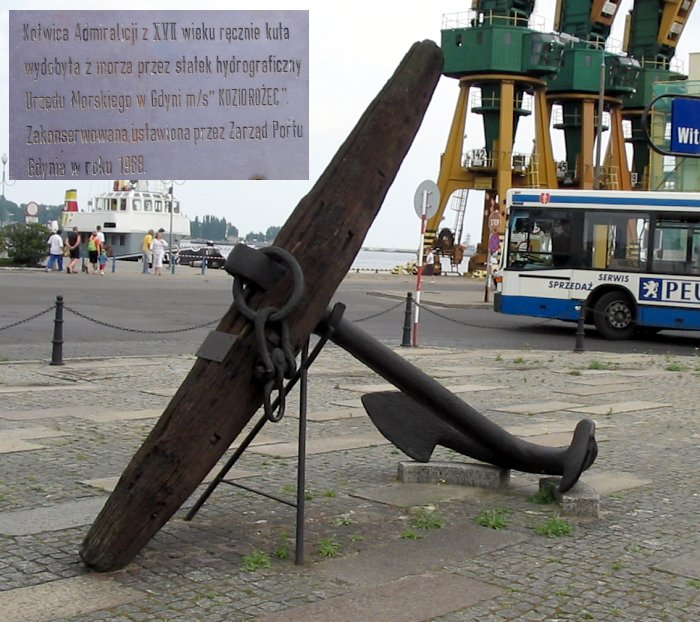
Kotwica admiralicji w Gdyni
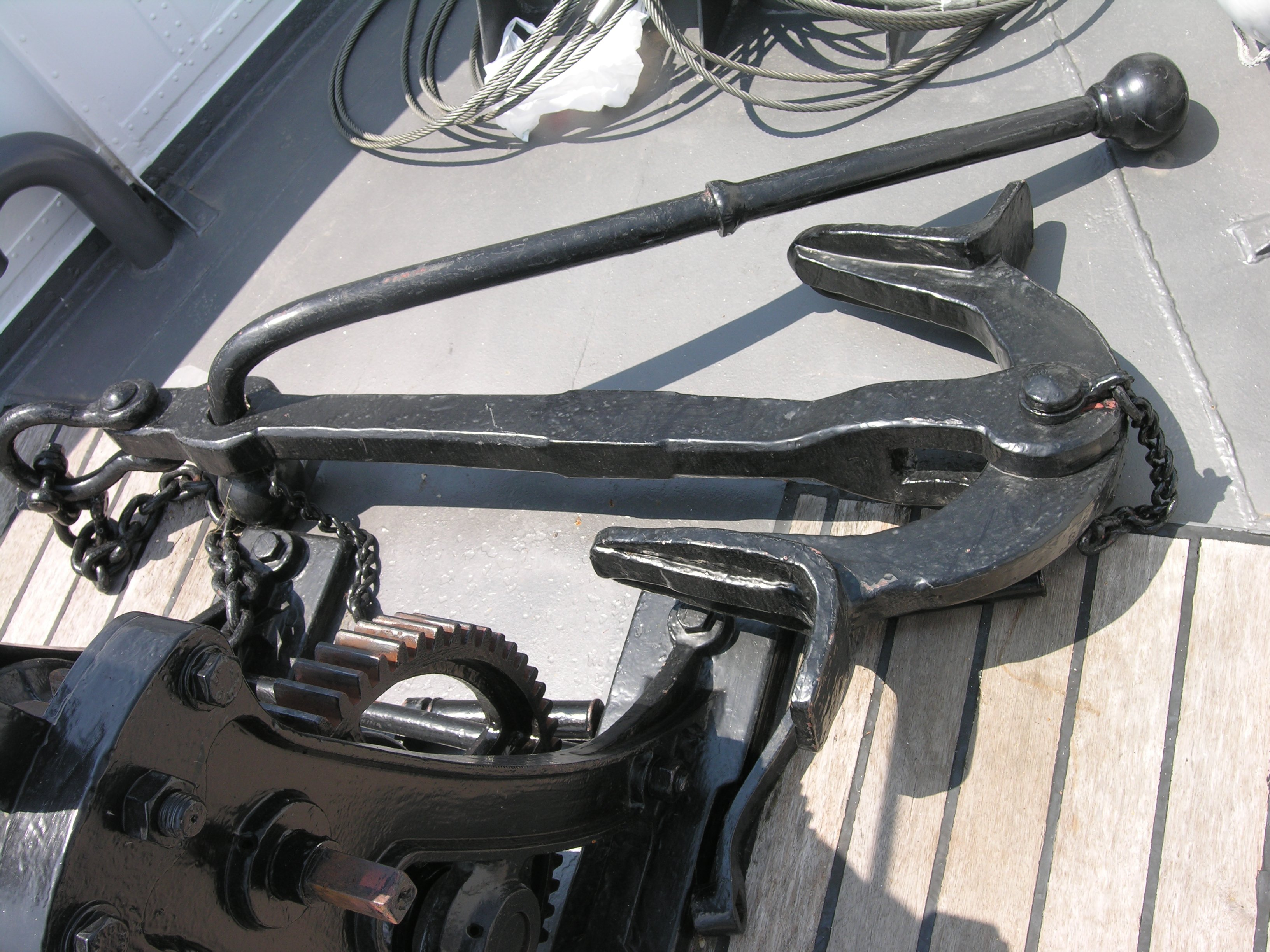
Kotwica Trotmana
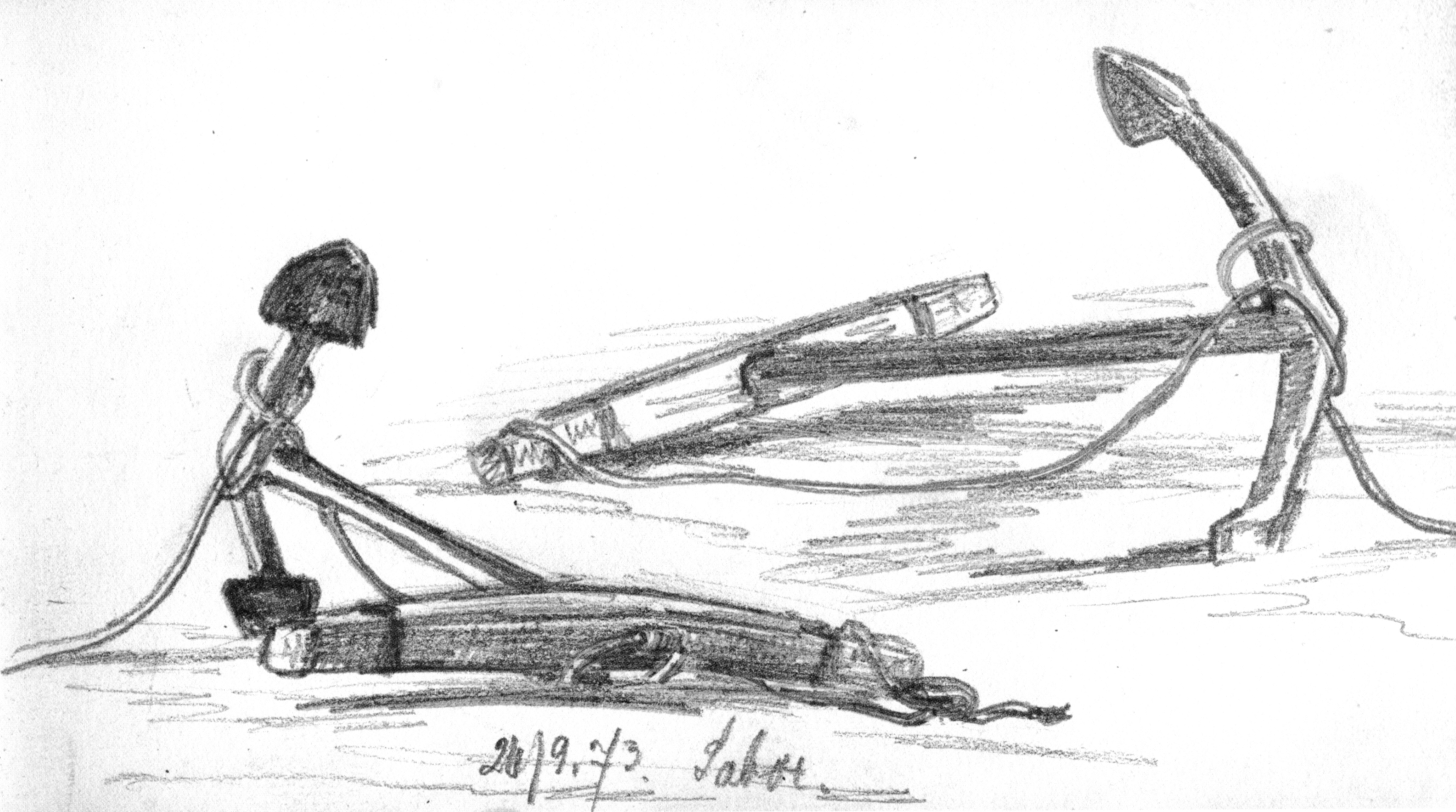
Rycina obrazująca zaplątanie się liny kotwicznej w wystające z dna elementy kotwicy admiralicji